# Сан-Жуан-Батишта (Мора)
Сан-Жуа́н-Бати́шта (порт. São João Baptista) — фрегезия (район) в муниципалитете Мора округа Бежа в Португалии. Территория — 93,13 км². Население — 4747 жителей. Плотность населения — 51 чел/км².